# Tour de Tasmània
El Tour de Tasmània (en anglès: Tour of Tasmania) és una cursa ciclista per etapes que es disputa anualment per les carreteres de Tasmània, Austràlia. Creada el 1996, la cursa formà part del calendari de la Unió Ciclista Internacional amb categoria 2.4, i 2.5 de 1997 a 2002. No disputada el 2001, 2003 i 2004, la cursa reaparegué el 2005, però sense integrar-se a l'UCI Oceania Tour
Anteriorment ja s'havien disputat diferents curses, antecedents de l'actual Tour de Tasmània

## Palmarès
Original Tour of Tasmania
- 1930  Hubert Opperman
- 1933  Richard Lamb
- 1934  Richard Lamb

The Mercury Tour of Tasmania
| - 1954 Reginald Arnold - 1955 Ian Greenfield - 1956 Eddie Smith - 1957 Russell Mockridge | - 1958 Peter Panton - 1959 Peter Panton - 1960 John O'Sullivan - 1961 Ron Murray | - 1962 Ron Murray - 1963 Peter Panton |

The Examiner Tour of the North
| - 1954 Colin McKay - 1955 Neil Geraghty - 1956 Jim Nevin - 1957–1959 no disputat - 1960 Col Hymus - 1961 Allan Grindal - 1962 Vic Brown - 1963 Vic Brown - 1964 Mal Powell - 1965 Ray Bilney - 1966 Don Wilson - 1967 Alf Baker | - 1968 Kevin Morgan - 1969 Kerry Wood - 1970 Donald Allan - 1971 Russell Tankard - 1972 Donald Allan - 1973 Barry Ulyatt - 1974 Remo Sansonetti - 1975 Remo Sansonetti - 1976 Remo Sansonetti - 1977 Garry Sutton - 1978 Michael Wilson - 1979 John Trevorrow | - 1980 Geoff Skaines - 1981 Murray Hall - 1982 Wayne Dellar - 1983 Wayne Hildred - 1984 Jack Swart - 1985 Michael Lynch - 1986 Stephen Hodge - 1987 Barney St. George - 1988 Kevetoslav Pavlov - 1989 No disputat - 1990 Brian Fowler - 1991 Grant Rice |

Tour de Tasmània
| Any       | Vencedor           | Segon            | Tercer               |
| --------- | ------------------ | ---------------- | -------------------- |
| 1995      | Neil Stephens      | Patrick Jonker   | Herminio Díaz Zabala |
| 1996      | Stephen Hodge      | Glenn Mitchell   | Kris Denham          |
| 1997      | Alan Iacuone       | Nick Gates       | Brendon Vesty        |
| 1998      | Cadel Evans        | Neil Stephens    | Brendon Vesty        |
| 1999      | Cadel Evans        | Nathan O'Neill   | Cameron Hughes       |
| 2000      | Glen Chadwick      | Vladimir Karpets | Robert Tighello      |
| 2001      | No disputat        |                  |                      |
| 2002      | Luke Roberts       | Russell Van Hout | Simon Gerrans        |
| 2003-2004 | No disputat        |                  |                      |
| 2005      | Shaun Higgerson    | Simon Clarke     | Gordon McCauley      |
| 2006      | Kristian House     | Kjell Carlström  | Scott Peoples        |
| 2007      | Cameron Meyer      | Travis Meyer     | Bernard Sulzberger   |
| 2008      | Richie Porte       | William Ford     | Jack Bobridge        |
| 2009      | Bernard Sulzberger | Peter McDonald   | Luke Durbridge       |
| 2010      | Gordon Mccauley    | George Bennett   | Rhys Pollock         |
| 2011      | Nathan Haas        | Joshua Atkins    | Cameron Peterson     |
| 2012      | Lachlan Norris     | Mark O'Brien     | Nathan Earle         |
| 2013      | Jack Haig          | Robbie Hucker    | Brodie Talbot        |
| 2014      | Patrick Bevin      | Ben Dyball       | Timothy Roe          |
| 2015      | Brad Evans         | Ben Hill         | Dylan Sunderland     |
| 2016      | Benjamin Dyball    | Chris Hamilton   | Chris Harper         |
| 2017      | Lionel Mawditt     | Angus Lyons      | James Whelan         |
| 2018      | Dylan Sunderland   | Michael Vink     | Cameron Roberts      |
| 2019      | Dylan Sunderland   | Chris Harper     | Tyler Lindorff       |